# Дуров, Владимир Леонидович
Влади́мир Леони́дович Ду́ров (25 июня (7 июля) 1863, Москва — 3 августа 1934, там же) — русский и советский артист цирка, дрессировщик, заслуженный артист Республики (1927). Старший брат Анатолия Леонидовича Дурова.

## Биография
Родился Владимир Леонидович Дуров в Москве в семье дворянина, полицейского пристава Тверского участка. В 1868 году мать умирает, отец тоже вскоре умер. Владимира и его брата Анатолия взял на воспитание их крёстный отец. Учился в военной гимназии, но оставил её, увлёкшись цирком.
На арене с 1879 года. С 1883 — в цирке-зверинце Винклера в Москве, затем в цирке Безано. Начинал артистическую карьеру как силач, звукоподражатель, иллюзионист, художник-моменталист, куплетист и клоун. В зверинце Дуров начал выступать как дрессировщик с собакой, козлом, крысами и морскими свинками. Для самообразования в качестве вольнослушателя ходил на лекции физиолога Ивана Сеченова. С 1887 — в московском цирке Саламонского — стал выступать как клоун-дрессировщик и сатирик.
Дрессировку животных построил на кормлении, то есть вырабатывании условных рефлексов путём поощрения: животное получало еду за сделанный трюк. Изучал труды Сеченова и Павлова, положил их научные открытия в основу своего метода дрессировки.

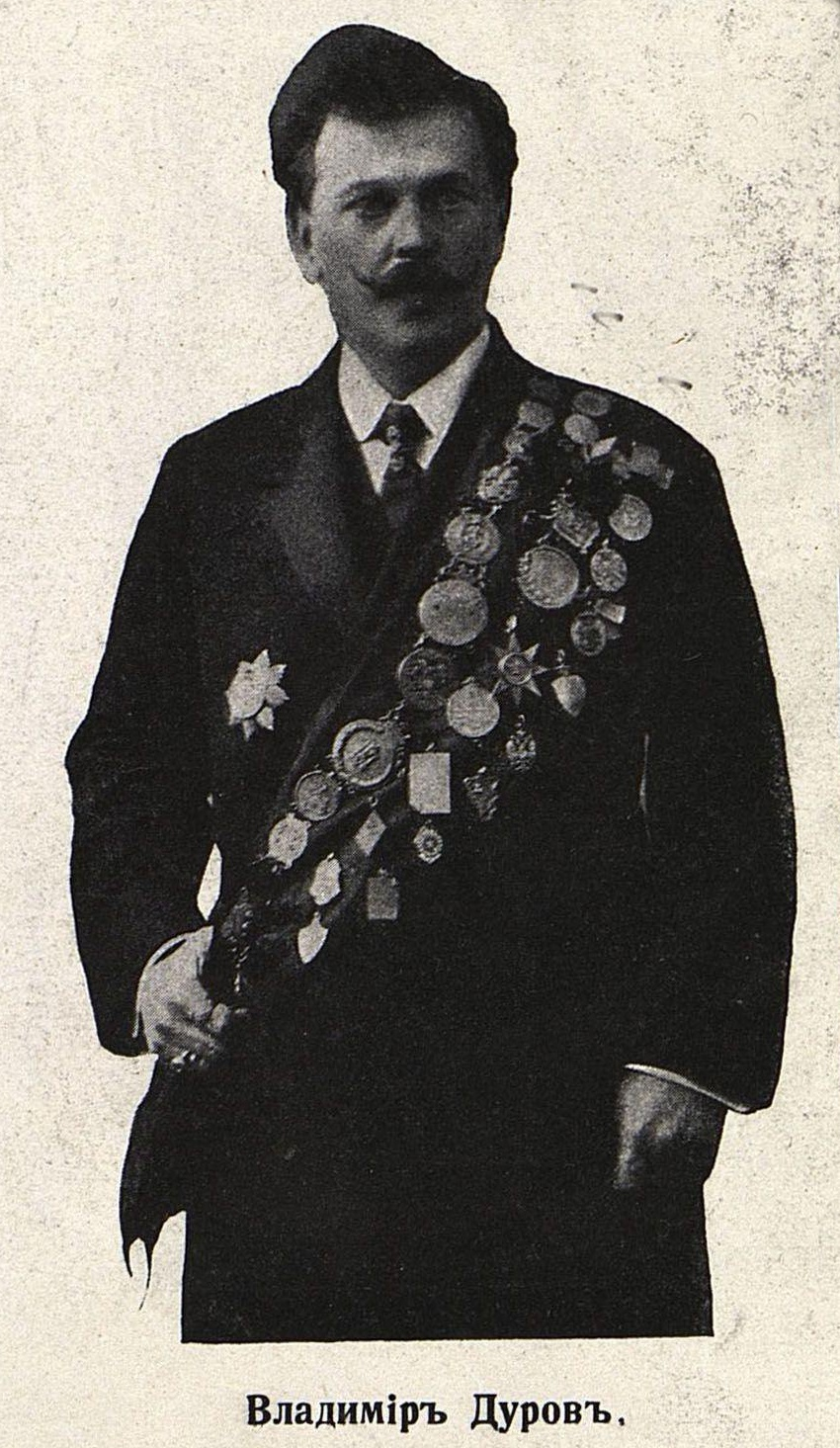
Дуров Владимир Леонидович, 1910—1914 гг.

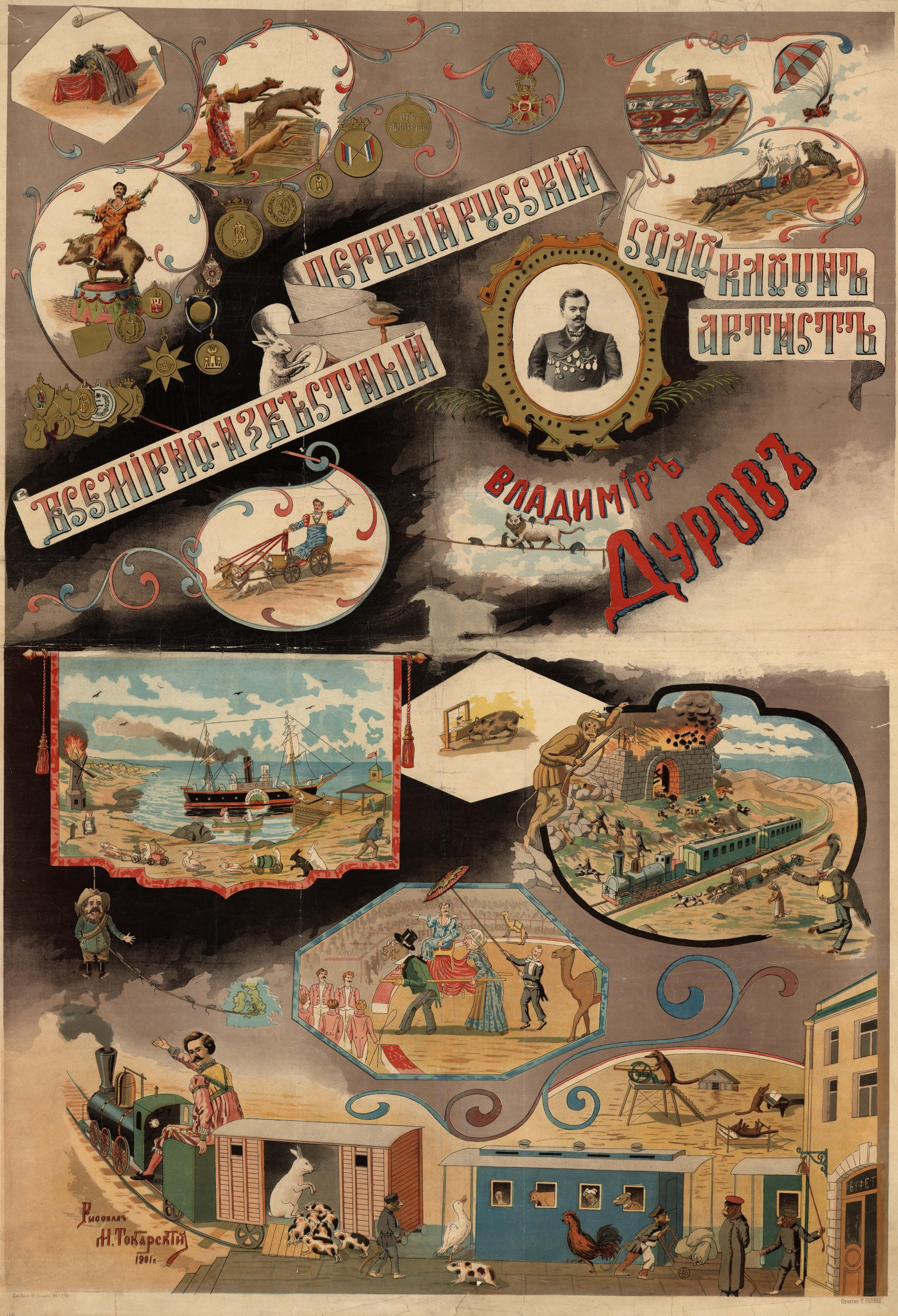
Афиша. Владимир Дуров — соло-клоун. 1901 год.

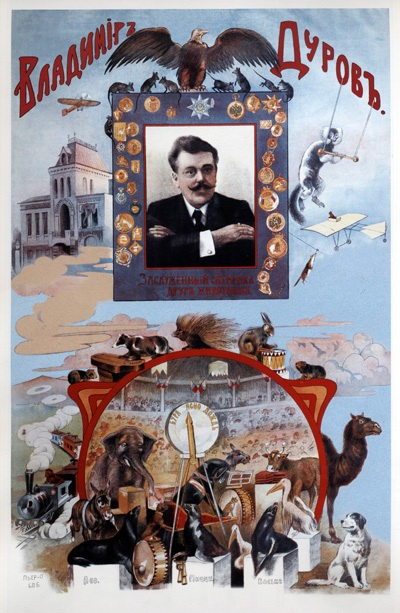
С. В. Животовский. Плакат «Владимир Дуров. Заслуженный сатирик. Друг животных», 1910

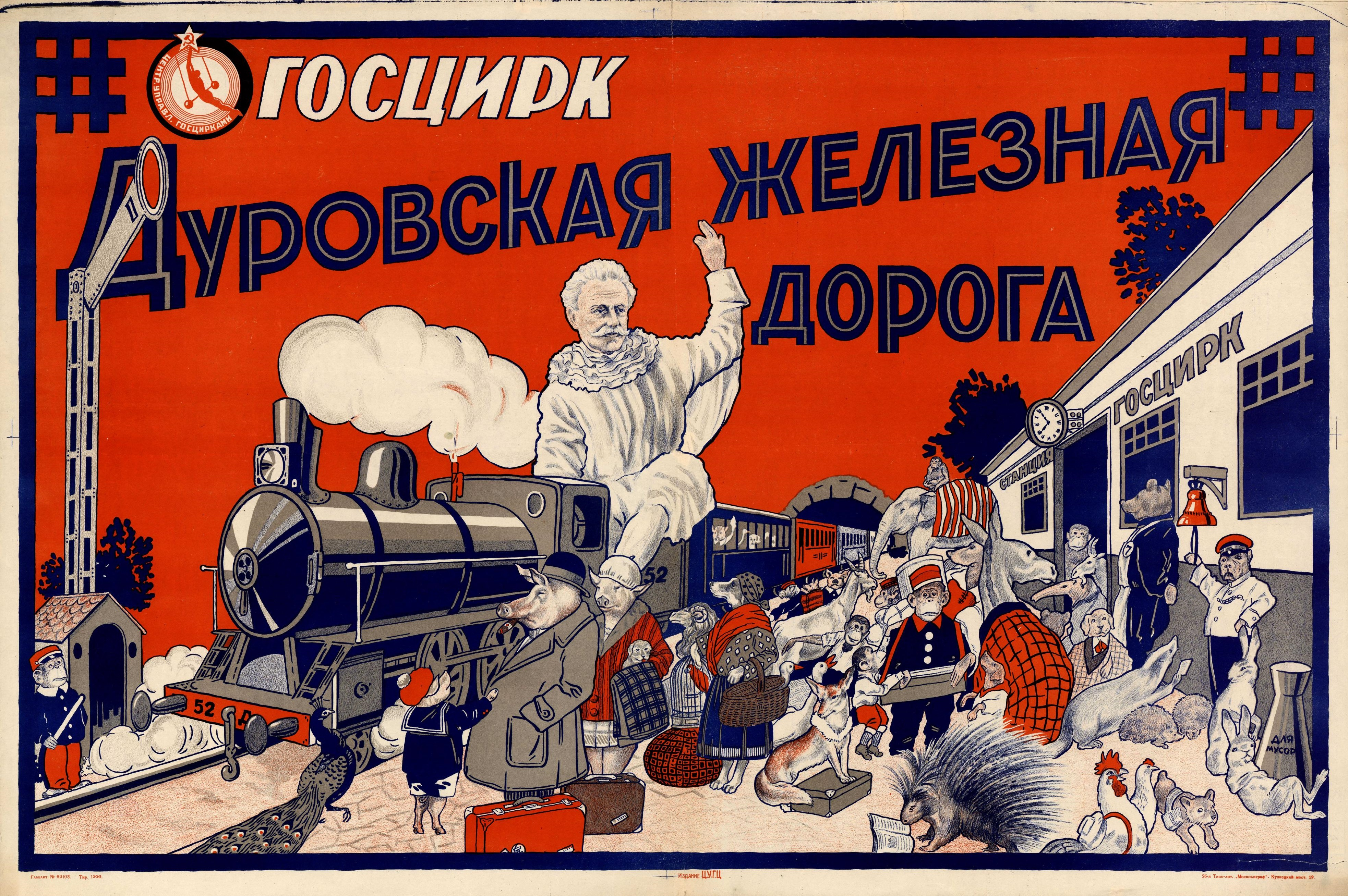
Цирковая афиша «Дуровская железная дорога», Госцирк, 1929

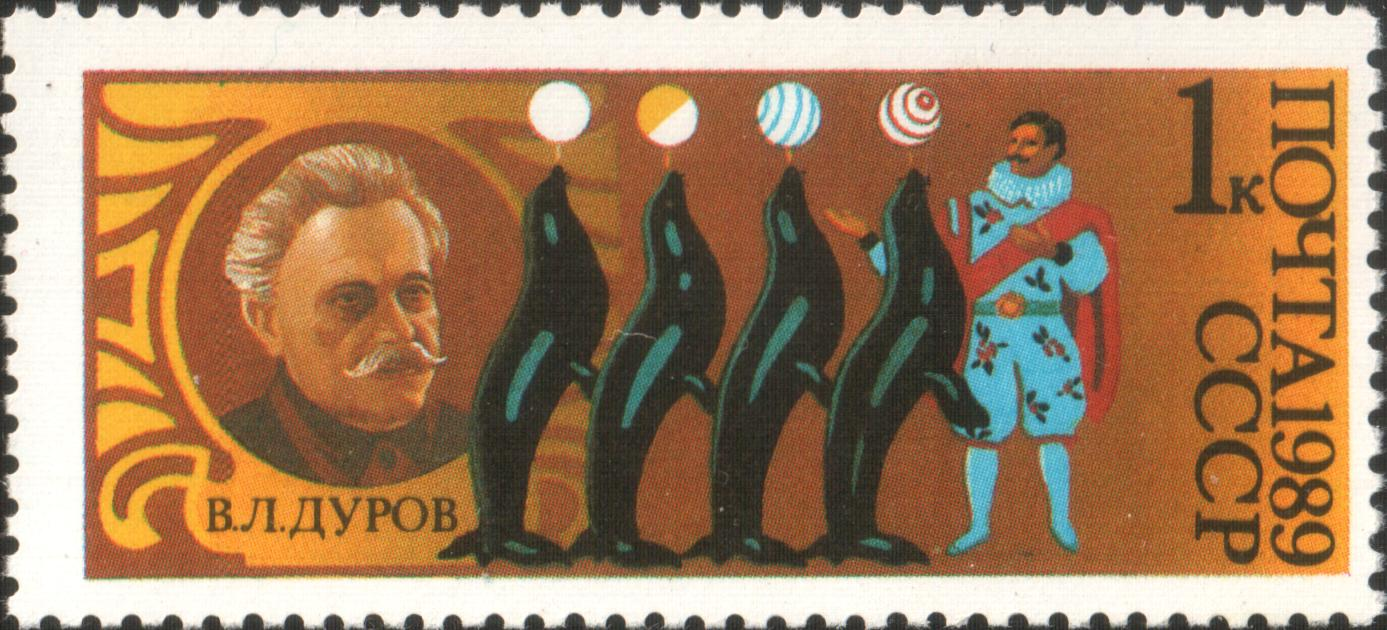
Марка СССР, 1989 год

В своём доме в Москве на ул. Божедомка (ныне улица Дурова), приобретённом перед революцией, Владимир Леонидович проводил психологические опыты на животных, в частности, по телепатии, психологии, парапсихологии и т. д. Для работы привлекал знаменитых психологов и психиатров, в том числе выдающегося ученого-психиатра Владимира Михайловича Бехтерева, петербургского физиолога Ивана Петровича Павлова, издавал научный журнал, где описывал свои порой очень интересные опыты.
В годы Первой мировой войны занимался опытами по дрессировке морских львов и других морских животных в военных целях: установка мин на днище кораблей, поиск и обезвреживание морских мин, поиск затонувших кораблей и предметов на дне и т. д. Однако внезапная гибель всех 12-ти подготовленных им животных (в отравлении которых подозревались германские агенты), исчезновение научно-методической документации (часть из которой позднее оказалась в США и была использована при дрессировке животных в военных целях) и революция 1917 года положили конец этой работе.
Для зарабатывания денег 8 января 1912 года открыл там же, в своём доме, театр живого уголка, который позже стал называться «Уголок Дурова» (ныне театр им. В. Л. Дурова и «Уголок дедушки Дурова») и давал платные представления с животными. Там он придумал уникальный номер «Мышиная железная дорога». К сожалению, революция прекратила эту уникальную работу. Первый же и оставшийся единственным номер научного журнала так и остался нераспространённым, и тираж хранится в том же доме, где помимо театра существует и музей Владимира Дурова.
Постепенно жизнь начинала нормализовываться, и двери «Уголка Дурова» в 1919 году открылись, но это был уже не частный театр, а государственный, хотя самому Дурову было разрешено и дальше проживать в его бывшем, но потом национализированном помещении.
Владимир Дуров продолжал опыты по телепатии совместно с биофизиком Бернардом Кажинским. Последний рассказал об исследованиях в этой области в книге «Биологическая радиосвязь». Отзвуки экспериментов Дурова и Кажинского встречаются в фантастическом романе Александра Беляева «Властелин мира», где действуют персонажи Дугов и Качинский.
Владимир Дуров — автор книги «Мои звери», впервые вышедшей в 1927 году и впоследствии неоднократно переиздававшейся. В ней автор рассказывает, как он учил зверей, как придумывал интересные номера и выступал с ними на арене.
Умер 3 августа 1934 года в Москве, похоронен на Новодевичьем кладбище (участок № 2, ряд 22, место 1).
В. Л. Дуров стал родоначальником династии дрессировщиков Дуровых. В 1937 году «Уголок Дурова» возглавила его дочь Анна Владимировна Дурова-Садовская. После её смерти руководство приняла на себя дочь Юрия Владимировича Дурова (внук В. Л. Дурова, 1910—1971, артист цирка, дрессировщик, народный артист СССР), Наталья Юрьевна Дурова. С июня 2008 года художественным руководителем театра является сын Ю. В. Дурова Юрий Юрьевич Дуров. В ноябре 2022 года была построена новая сцена театра.

## Книги
- Дуров В. Л. Мемуары дуровской свиньи или Теория первоначальной дрессировки / Соч. Владимира Леонидовича Дурова. — Тифлис: тип. «Кавказ», 1892. — 36 с.; 18 см.
- Дуров В. Л. Карьера знаменитого В. Л. Дурова: [Стихи / Цирк. Бр. Никитиных. — Харьков: типо-лит. Х. М. Аршавской, ценз. 1904. — 1 л.
- Политические шутки и остроты знаменитого клоуна В. Дурова: С прил. анекдотов и шансонеток / Ред.-изд. В. Максимов. — СПб.: типо-лит. Виленчик, 1907. — 37-48 с.; 20 см.
- Дуров В. Л. В плену у немцев. — М.: тип. «Культура», 1914. — 24 с.: ил.; 19 см. (Цирк Никитиных)
- Дуров В. Л. Мои четвероногие и пернатые друзья: Зоопсихологический очерк Владимира Леонидовича Дурова (Старшего). — [2-е изд.]. — М.: тип. К. Л. Меньшова, 1914. −92, [3] с.: ил.; 20 см.
- Дуров В. Л. Эстафета Владимира Леонидовича Дурова: [Стихотворение] / Цирк Никитиных. — М., 1914. — 1 с.: ил.
- Дуров В. Л. Дрессировка животных: психологические наблюдения над животными, дрессированными по моему методу (40-летний опыт). Новое в зоопсихологии. — М.: Универсальное издательство, 1924.
- Дуров В. Л. Звери дедушки Дурова. — М.—Л.: Госиздат, 1924.
- Дуров В. Л. Записки Дуровской свиньи. — М.: Универс. изд-во, 1924. — 44 с.: ил.; 23 см.
- Дуров В. Л. О сильных мира того. — М.: Мосполиграф, 1925.
- Дуров В. Л. Мои звери. — М.: Детгиз ЦК ВЛКСМ, 1927.
- Дуров В. Л. Пернатые артисты: (Дрессированные птицы дедушки Дурова). С 12 рис. худож. В. Ватагина. — М.-Л.: Земля и фабрика, 1927 (М.: тип. Госиздата «Красный пролетарий»). — 85 с., [2] с. объявл.: ил.; 22х18 см.
- Научная дрессировка промыслово-охотничьих собак. — М.: Всесоюзное кооперативное объединённое издательство, 1933.
- Дуров В. Л., Вержбицкий Н. Зоопсихологию — на службу строительству социализма / В. Л. Дуров, Ник. Вержбицкий. — М.-Л.: Б. и., 1933. — С. 2-16
- Дуров В. Л., Дуров А. Л. Братья Владимир и Анатолий Дуровы на литературной арене со своими рассказами, памфлетами, эпиграммами и куплетами / [Федер. целевая прогр. "Культура России; вступ. и послесл. М. Н. Сотниковой]. — СПб.: ЛИК, 2005. — 496,[8] с.: ил., портр.; 17 см. (Впервые вместе!). — Библиогр.: С. 495—496

## Память

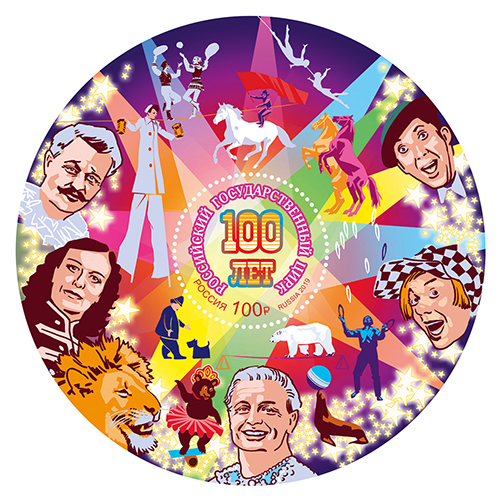
Владимир Дуров (слева вверху) на почтовом блоке России 2019 года, посвящённом 100-летию Российского государственного цирка

- Именем Дурова в 1927 году названа улица (бывшая улица Старая Божедомка).
- В 1963 и 1989 годах были выпущены почтовые марки СССР, посвящённые Дурову.

## Ссылки

Могила В. Л. Дурова на Новодевичьем кладбище Москвы.